# Hope (Indiana)
Pour les articles homonymes, voir Hope.
Hope est une municipalité américaine située dans le comté de Bartholomew en Indiana. Lors du recensement de 2010, sa population est de 2 102 habitants.

## Géographie
Hope se trouve dans le township de Haw Creek (en), à proximité de la rivière du même nom.
Selon le Bureau du recensement des États-Unis, la municipalité s'étend sur 0,95 mille carré (2,46 km2).

## Histoire
La localité est fondée en 1830, par un congrégation morave originaire de Caroline du Nord. Ses membres souhaitent d'abord appeler la ville Goshen mais Goshen (Indiana) existe déjà,. Le nom finalement retenu est celui du sentiment qui animait la communauté lors de son installation : l'espoir (en anglais : hope).
Le centre historique de Hope est inscrit au Registre national des lieux historiques. Il comprend l'essentiel du bourg fondé par les Moraves (dont le centre commerçant autour de la place publique) et quelques lots adjacents du XIXe siècle.